# Сметьево (Вологодская область)
Сметьево — деревня в Череповецком районе Вологодской области.
Входит в состав Воскресенского сельского поселения, с точки зрения административно-территориального деления — в Воскресенский сельсовет.
Расстояние по автодороге до районного центра Череповца — 48 км, до центра муниципального образования Воскресенского — 11 км. Ближайшие населённые пункты — Кузнецово, Деревнища, Дермянинское.
По данным переписи в 2002 году постоянного населения не было.